# Daecolm
Daecolm Diego Holland (* 1992 oder 1993 in Simbabwe) ist ein britischer Sänger und Songwriter.

## Leben
Daecolm wurde in Simbabwe geboren. Mit sechs Monaten zog er mit seiner Familie nach Südlondon. Als Jugendlicher brachte er sich Klavier selbst bei und wurde von seinem Vater in seinem musikalischen Talent ermutigt. Er begann Songs zu schreiben. Nach einem Amapiano-Remix von Under the Influence wurde er von Chris Brown entdeckt. Später schrieb er unter anderem für Adekunle Gold, Ayra Starr, Wizkid, Trey Songz und Craig David.
2017 ging ein R&B-Cover von Abbas Dancing Queen über Facebook viral. Der damals 24-Jährige wurde im Anschluss von Polydor Records unter Vertrag genommen. 2024 erschien der Song I Adore You von Hugel, Topic und Arash mit dem Gesang von Daecolm. Das Lied erreichte Platz 60 der deutschen Charts.

## Diskografie

### Alben
- 2020: Figure$ (Empire)

### EPs
- 2023: Lessons

### Singles
- 2017: Jungle
- 2018: Company
- 2018: If I Was Your Man
- 2021: Hot Topic
- 2021: Feels Like Something
- 2023: Lonely (mit Claydee & Dappy)
- 2024: I Might
- 2024: I Don’t Care
- 2024: I Adore You (Arash, Hugel & Topic feat. Daecolm)
- 2025: Control of Me (Topic feat. Daecolm)

### Autorenbeteiligungen
- 2016: Your Soul (Holding On) – Rhodes vs. Felix Jaehn